# Jack Warhop
John Milton Warhop, dit Jack Warhop, né le 4 juillet 1884 et mort le 4 octobre 1960, est un joueur de baseball américain de Ligue majeure ayant évolué au poste de lanceur, au sein du club des Yankees de New York, de 1908 à 1915. Il est particulièrement connu pour avoir concédé à Babe Ruth, légende du baseball et jouant alors pour les Red Sox de Boston, les deux premiers coups de circuit de sa carrière.
Jack Warhop a terminé sa carrière dans les ligues majeures avec un indicateur Victoires-Défaites de 69-92, une moyenne de points mérités de 3,12 et un total de 463 retraits. Il quitte les ligues majeures en 1915 et rejoint les Climbers de Richmond en Ligue internationale.
Jack Warhop portait le surnom de « crabe » en raison de son lancer dit « sous-marin », type de lancer rare effectué à ras du sol.